# Roland Böse
Roland Böse (født 10. februar 1947 i Bingen am Rhein) er en tysk tidligere roer og olympisk guldvinder.
Böse roede for Binger RG og blev vesttysk mester i dobbeltsculler i 1966 samt i firer uden styrmand i 1967. Han skiftede derpå til otteren og nåede at blive europamester i 1967 i denne båd. I 1968 vandt otteren desuden det vesttyske mesterskab
Han var derpå med samme båd ved OL 1968 i Mexico City, og vesttyskerne vandt deres indledende heat ret sikkert. Imidlertid blev Böse efter det indledende heat ramt af sygdom og kunne ikke stille op i finalen. I hans sted blev Niko Ott hentet ind, og han var dermed med til at blive olympisk mester, da vesttyskerne vandt med næsten et sekund foran nummer to, Australien, mens Sovjetunionen var yderligere godt et sekund efter på tredjepladsen. De vesttyske guldvindere var foruden Ott Horst Meyer, Dirk Schreyer, Wolfgang Hottenrott, Egbert Hirschfelder, Lutz Ulbricht, Jörg Siebert, Rüdiger Henning og styrmand Gunther Tiersch. Ott gav efterfølgende sin guldmedalje til Böse, men han fik kort efter legene sin egen guldmedalje fra IOC. For guldmedaljen blev otteren udnævnt som årets vesttyske hold, og de bar OL-flaget ind ved åbningsceremonien ved OL 1972 i München. Böse indstillede sin karriere efter OL i 1968.

## OL-medaljer
- 1968:  Guld i otter